# Le Camion d'oncle Otto
Le Camion d'oncle Otto (titre original : Uncle Otto's Truck) est une nouvelle de Stephen King parue en 1985 dans le recueil de nouvelles Brume. Elle est parue initialement en 1983 dans le magazine américain Yankee.

## Résumé
Le narrateur, neveu d'Otto Schenk, raconte l'histoire de son oncle, qu'il a retrouvé mort. Schenk, un entrepreneur de Castle Rock, a fait fortune avec son associé George McCutcheon. Quand les deux hommes s'opposent au sujet de la vente de leur compagnie, Schenk décide de se débarrasser de son associé en camouflant son crime sous l'apparence d'un accident. Il l'attire sous le camion, hors d'état de marche et désormais sur cales, que McCutcheon a installé sur sa propriété et lui fait tomber le véhicule dessus.
Dès lors, Schenk devient obsédé par le camion, affirmant à son neveu qu'il bouge de lui-même et qu'il a l'intention de le tuer. Il s'installe dans une cabane d'où il peut surveiller le véhicule et où il vit en reclus, passant pour un fou dans toute la ville. Le narrateur, qui se charge de ravitailler son oncle, le trouve un jour mort avec de l'huile de moteur coulant de tous ses orifices et une bougie d'allumage du même modèle que celles utilisées pour le camion enfoncée dans la bouche. L'enquête conclut à un suicide malgré les circonstances étranges de la mort mais le narrateur est convaincu que c'est le camion qui l'a tué.

## Genèse
La nouvelle a été publiée initialement dans le numéro 10 (Vol. 47) d'octobre 1983 du magazine américain Yankee. Elle est ensuite parue dans le recueil Brume. Pour sa conception, Stephen King s'est inspiré d'un camion laissé à l'abandon dans un champ, en face d'une cabane située de l'autre côté de la route entre Bridgton et Lovell, devant lequel il passait fréquemment.